# アルフレッド・ベスター
アルフレッド・ベスター（Alfred Bester、1913年12月18日 - 1987年9月30日）は、アメリカ合衆国のSF作家。テレビやラジオの脚本家、雑誌編集者、コミック原作者もつとめた。どの分野でも成功を収めたがSF作家として一番知られており、長編『分解された男』で1953年の第一回ヒューゴー賞を受賞した。

## 生涯
1913年12月18日、ニューヨークのマンハッタンでユダヤ系の家庭に生まれた。父ジェイムズは靴屋を営んでおり、オーストリアからの移民の系統である。母はロシア出身で母語はイディッシュ語だった。アルフレッドには姉（1908年生）が1人いた。父はユダヤ人で、母は後にクリスチャン・サイエンスの信者となったが、本人は無宗教で通した。
ペンシルベニア大学で化学を、コロンビア大学法科大学院で法律を学んだが、コロンビア大学の方は中退している。1936年に結婚。妻のロリー・ベスターはブロードウェイやラジオ・テレビの女優として活躍し、1960年代には広告代理店の重役になっている。彼女の亡くなる1984年まで添い遂げた。ほぼ生涯に渡ってニューヨークに住んだが、1950年代に数年間ヨーロッパに住んだことがある。1980年代初めには妻と共にペンシルベニア州に引っ越した。

## 作家としての経歴
大学院中退後ベスターは広告関係で働いていたが、25歳のときSFの創作を始めた。1939年に『スリリング・ワンダー』誌のSFコンテストに送った短編 "The Broken Axiom" でデビュー。このコンテストは同誌の編集者がベスターの才能に惚れ、彼を世に出すために画策したものだと伝えられている。優勝賞金は50ドルだった。賞金が安すぎるため、ロバート・A・ハインラインは7000語の作品をこのコンテストに応募せず、アスタウンディング誌に持ち込んで1語1セントで70ドルを得たという。後にベスターとハインラインは友人になり、よくこの出来事をジョークにしていた。
その後数年間、ベスターは主にジョン・W・キャンベルのアスタウンディング誌に短編を発表した。1942年、知り合いの編集者2人がDCコミックスに移り、ベスターにコミック原作を書かないかと誘った。そのためベスターはSF短編の執筆をやめ、DCコミックスで「スーパーマン」や「グリーンランタン」などの原作を書くようになった。また、「ザ・ファントム」の作者リー・フォークが第二次世界大戦で徴兵されていた期間には代わりの原作者をつとめていた。
コミック業界で4年間過ごした後の1946年、ベスターはラジオドラマで声優をつとめていた妻の勧めでラジオの脚本家となった。その後数年間、The Shadow、Charlie Chan、Nero Wolfe といった番組の脚本を書いている。後には The CBS Radio Mystery Theater の脚本も書いた。1948年にテレビネットワークができると、ベスターはテレビでも脚本を書くようになった。
約8年間SF界から離れていたベスターは、1950年代初めにSF短編の執筆を再開した。しかし、アスタウンディング誌に短編「オッディとイド」（初出時の題名は "The Devil's Invention"）を発表した後、L・ロン・ハバードと親密になったジョン・W・キャンベルとは決別した。このため発表の舞台をギャラクシィ誌に移すことになった。
1939年から1942年のSF作家としての第一期には短編作家として知られ、「イブのいないアダム」などの作品がある。しかし、1950年代にSF界に復帰した際には『分解された男』や『虎よ、虎よ!』といった長編で名を上げることになった。1952年に長編『分解された男』を『ギャラクシィ』誌に連載して復帰。この作品は第一回ヒューゴー賞を受賞した。これは、テレパシーが一般化した未来世界を舞台にした警察小説である。ベスターは題名を Demolition! にしたいと考えていたが、編集者がやめさせた。
次の長編 Who He? は現代を舞台にしたサスペンス小説であり、SF要素はなく、あまり評価されなかった。しかしペーパーバック版がよく売れ、映画化権を売ったことでまとまった金も手に入った。ただし、実際には映画化されなかった。それでも映画化権を売った収入は大きく、ベスター夫妻は数年間ヨーロッパで過ごすことができた。その間、夫妻はイタリアとイングランドを主に旅していた。
次の長編はイングランドにいたころに構想ができ、ローマで大部分を執筆した。『虎よ、虎よ!』（元々の題名は『わが赴くは星の群』）の発想の原点は、ベスターが見かけた Poon Lim についての新聞記事だった。Poon Lim は南大西洋で133日間漂流した後に救出された（付近を通過する船もあったが、第二次世界大戦中であり、潜水艦から魚雷を発射するためのおとりではないかと疑われ、どの船も救助しようとしなかった）。これをデュマの『モンテ・クリスト伯』に瞬間移動の要素を加えた復讐譚に仕立てた。サイバーパンクの先駆けとされることもある。『虎よ、虎よ!』もギャラクシィ誌に連載され（4回）、1957年に単行本化された。ベスターの最高傑作とされており、1991年にはBBCでラジオドラマ化されている。
ヨーロッパ旅行中、ベスターは一般誌 Holiday に旅行記などのノンフィクションを発表していた。その出来に感銘を受けた編集者がベスターを招き、世界各地の旅行記の執筆を依頼した。また、ソフィア・ローレンやアンソニー・クインといったスターのインタビューも依頼している。このため『虎よ、虎よ!』発表後のベスターはSFを書く時間が減っている。1958年と1959年には短編が3作発表されている。しかしその後1963年10月まではフィクションが全く発表されていない。この間ベスターは Holiday 誌の編集者となり、F&SF誌には1960年から1962年まで書評を連載していた。
1954年の短編「ごきげん目盛り」が1959年に Murder and the Android としてテレビドラマ化された。これをきっかけとしてベスターは再びテレビ業界で脚本家として働くようになった。
4年間のブランクを経て、ベスターは1963年から1964年にかけて何作かのSF短編を発表した。しかしこのころのベスターにとってSFの執筆は余技でしかなかった。結果として1964年以降 Holiday 誌が休刊となる1971年まで、ベスターが発表したSF作品は一般誌に発表した700語の短編1作しかない。Holiday 誌の編集者として、SF要素のある記事を掲載することもあった。例えば、アーサー・C・クラークの月旅行に関する記事を掲載したことがある。しかし、自分のSF作品を Holiday 誌に掲載することはなかった。Holiday は旅行やライフスタイルを扱う雑誌であり、SFの読者とは年齢層が明らかに異なっていたためである。
Holiday 誌は1971年に休刊となったが、後にベスター抜きで復刊している。約15年ぶりにベスターは定職のない立場となった。1972年、SF界に戻ったベスターだったが、ヒューゴー賞やネビュラ賞に何度かノミネートされるものの受賞を逃している。作品の評価や人気もかつてほどではなかった。
ベスターは1970年代中ごろから目が悪くなり、執筆が徐々に困難になっていった。このため1975年から1979年にかけて再び小説執筆から遠ざかっている。このころ1978年の映画「スーパーマン」のプロデューサーが脚本家を捜し求め、ベスターにたどり着いた。しかしプロットの方針がおりあわず、実際の脚本は『ゴッドファーザー』のマリオ・プーゾが書くことになった。
ベスターは1979年に短編を2作発表し、1980年代には長編を2作発表した。しかし目だけでなく他にも健康上の問題を抱えるようになり、1981年以降は全く執筆しなくなった。1984年には妻を亡くしている。
1985年、1987年のワールドコンのゲスト・オブ・オナーとしてベスターが招待されることになった。しかし、ワールドコン直前にころんで腰骨を骨折し、参加できなくなった。代わりにドリス・レッシングが急遽招待されることになった。
ベスターは腰骨の骨折が元となって体調が悪化し、ワールドコンの約1カ月後に亡くなった。亡くなる直前、翌年のワールドコンでアメリカSFファンタジー作家協会からグランド・マスター賞を贈る予定であることが伝えられたという。
ベスターには子供がいなかったため、バーテンダー Joe Suder に遺産を贈った。郵便物を受け取るために毎朝出かけた際にSuderのバーに寄って2人の友人と一杯やるのが習慣だったという。

## 作風
「ワイドスクリーン・バロック」と称される絢爛豪華な作風が特徴である。寡作ながらも代表作『虎よ、虎よ!』は高い評価をうけており、現在もSFファンのベストテンに入るほどである。（なお、この『虎よ、虎よ!』の題名は、ウィリアム・ブレイクの詩『虎』の冒頭部分に由来する。）
また短編SFでも多くの傑作を書いており、中でも「ごきげん目盛り」は、宮部みゆきも激賞したサイコ・ホラーSFの先駆的名作である。他には「昔を今になすよしもがな」（ジープを走らせる娘）、「イヴのいないアダム」、時間ものの「マホメッドを殺した男たち」などが有名。
作中にタイポグラフィを用いるなど、超絶技巧と実験的作風により翻訳が難しい事でも知られる。

## 作品リスト

### 長編
- The Demolished Man (1953)：1953年ヒューゴー賞長編賞受賞（第1回受賞作）
  - 『破壊された男』伊藤典夫訳、ハヤカワ・SF・シリーズ（1965年）、ハヤカワ文庫SF版（2017年）、
  - 『分解された男』沼沢洽治訳、創元推理文庫（1965年）
- Who He? （別題: The Rat Race）(1953)：テレビ番組「Who He?」に届いた脅迫状を巡るサイコサスペンス。未訳
- Tiger! Tiger! （別題: The Stars My Destination）(1956)
  - 『わが赴くは星の群』中田耕治訳、講談社（1958年）
    - 改題『虎よ、虎よ!』ハヤカワ・SF・シリーズ版（1964年）、世界SF全集版（1970年）、ハヤカワ文庫SF版（1978年）、ハヤカワ文庫SF新装版（2008年）
- The Computer Connection (1974) ：（別題: The Indian Giver(雑誌初出時)、Extro(再版時)）
  - 『コンピュータ・コネクション』野口幸夫訳、サンリオSF文庫（1980年）
- Golem100 (1980)
  - 『ゴーレム100』渡辺佐智江訳、国書刊行会、未来の文学（2007年6月）
- The Deceivers (1981)：誘拐された恋人を捜して未来の太陽系を駆け巡る男の冒険譚。未訳
- Tender Loving Rage (1991)：1950年代末か1960年代初頭に書かれたと言われる非SF小説。未訳
- Psychoshop (1998)：ベスターによる92ページの遺稿をロジャー・ゼラズニイが完成させた。未訳

### 短編集
- Starburst (1958)
  - Disappearing Act：「消失トリック」伊藤典夫訳、中村融/山岸真編「20世紀SF2 1950年代初めの終わり」河出文庫収録
  - Adam and No Eve：「イヴのいないアダム」、『願い星、叶い星』（後述）収録
  - Star Light, Star Bright：「願い星、叶い星」、『願い星、叶い星』（後述）収録
  - The Roller Coaster：「ジェットコースター」、『願い星、叶い星』（後述）収録
  - Oddy and Id：「オッディとイド」、伊藤典夫訳、S-Fマガジン 1999/2収録
  - The Starcomber
  - Travel Diary　「旅の日記」　『イヴのいないアダム』（後述）に収録
  - Fondly Fahrenheit：「ごきげん目盛り」、『願い星、叶い星』（後述）収録
  - Hobson's Choice：「選り好みなし」、『願い星、叶い星』（後述）収録
  - The Die-Hard：「くたばりぞこない」伊藤典夫訳、『三分間の宇宙―世界のSF作家からのおくりもの100』講談社、『吸血鬼は夜恋をする』文化出版局収録　のち『イヴのいないアダム』（後述）に収録
  - Of Time and Third Avenue：「時と三番街と」、『願い星、叶い星』（後述）収録
- The Darkside of the Earth (1964) 
  - 『ピー・アイ・マン』（改題『世界のもうひとつの顔』）大西尹明訳、創元SF文庫（1969、1992年）
    - 「時間は裏切りもの」Time is the Traitor
    - 「マホメットを殺した男たち」The Men who Murdered Mohammed
    - 「この世を離れて」Out of This World
    - 「ピー・アイ・マン」The Pi Man
    - 「花で飾られた寝室用便器」The Flowered Thundermug
    - 「そのままお待ちになりますか?」Will You Wait?
    - 「昔を今になすよしもがな」They don't Make Life Like They Used to
- Virtual Unrealities (1997)
  - Disappearing Act：「消失トリック」伊藤典夫訳、中村融/山岸真編『20世紀SF2 1950年代初めの終わり』河出文庫収録
  - Oddy and Id：「オッディとイド」、伊藤典夫訳、S-Fマガジン 1999/2収録
  - Star Light, Star Bright：「願い星、叶い星」、『願い星、叶い星』（後述）収録
  - 5,271,009
  - Fondly Fahrenheit：「ごきげん目盛り」、『願い星、叶い星』（後述）収録
  - Hobson's Choice：「選り好みなし」、『願い星、叶い星』（後述）収録
  - Of Time and Third Avenue：「時と三番街と」、『願い星、叶い星』（後述）収録
  - Time is the Traitor：「時間は裏切りもの」、『世界のもうひとつの顔』収録
  - The Men Who Murdered Mohammed：「マホメットを殺した男たち」、『世界のもうひとつの顔』収録
  - The Pi Man：「ピー・アイ・マン」、『世界のもうひとつの顔』収録
  - They Don't Make Life Like They Used To：「昔を今になすよしもがな」、『願い星、叶い星』（後述）収録
  - Will You Wait?：「そのままお待ちになりますか?」、『世界のもうひとつの顔』収録
  - The Flowered Thundermug：「花で飾られた寝室用便器」、『世界のもうひとつの顔』収録
  - Adam and No Eve：「イヴのいないアダム」、『願い星、叶い星』（後述）収録
  - And 3 1/2 to Go
  - Galatea Galante
  - The Devil Without Glasses
- Redemolished (2000)
  - The Probable Man
  - Hell is Forever：「地獄は永遠に」、『願い星、叶い星』（後述）収録
  - The Push of a Finger
  - The Roller Coaster：「ジェットコースター」、『願い星、叶い星』（後述）収録
  - The Lost Child
  - I'll Never Celebrate New Year's Again
  - Out of This World
  - The Animal Fair：「アニマル・フェア」、伊藤典夫訳、S-Fマガジン 1992/12収録
  - Something Up There Likes Me
  - The Four-Hour Fugue
  - 「ホリデイ」誌に掲載された3つの記事
    - Gourmet Dining in Outer Space
    - Place of the Month: The Moon
    - The Sun

  - エッセイ4本
    - Science Fiction and the Renaissance Man：「SFとルネッサンス人 -異色作家の異色SF論」伊藤典夫訳、S-Fマガジン 1966/2 収録
    - A Diatribe Against Science Fiction
    - The Perfect Composite Science Fiction Author
    - My Affair with Science Fiction

  - インタビューなど
    - John Huston's Unsentimental Journey
    - Rex Stout
    - Conversation with Woody Allen
    - Isaac Asimov
    - Robert A. Heinlein

  - 「分解された男」の断片
    - The Demolished Man : The Deleted Prologues
    - Writing and The Demolished Man

  - In Memorium: Alfred Bester 1913-1987 by Isaac Asimov with an introduction by Gregory S. Benford
- 『願い星、叶い星』中村融編訳、河出書房新社（2004年）：日本版オリジナル短編集 　のち2編を追加して『イヴのいないアダム (ベスター傑作選)』創元SF文庫　2017年
  - 「ごきげん目盛り」Fonoly Fahrenheit
  - 「ジェットコースター」The Roller Coaster
  - 「願い星、叶い星」Star Light, Star Bright
  - 「イヴのいないアダム」Adam and No Eve
  - 「選り好みなし」Hobson's Choice
  - 「昔を今になすよしもがな」They Don't Make Life Like They Used To
  - 「時と三番街と」Of Time and Third Avenue
  - 「地獄は永遠に」Hell is Forever
    - 「旅の日記」 Travel Diary 『イヴのいないアダム』で追加
    - 「くたばりぞこない」 The Die-Hard 『イヴのいないアダム』で追加

### ノンフィクション
- The Life and Death of a Satellite (1966)

### その他の短篇、エッセイなど
- Here Come the Clones -An All Purpose Science Fiction Pattern Suitable For Any Occasion, With Fifty Footnotes
  - 「これが複製だ -多目的応用自在SFパターン」黒丸尚訳、S-Fマガジン 1978/4 収録
- Ms. Found In A Champagne Bottle：未訳長編 Psychoshop にも収録
  - 「シャンペンボトルの中から発見された手記」大場正明訳、SFの本 1983 vol.2 収録
- Horace, Galaxyca：雑誌「ギャラクシー」の編集長	ホーレス・L・ゴールドに関するエッセイ
  - 「ホーレス、ギャラクシカ (行け(ホー)と声、駆け(レース)赴くは星の群乎(ギャラクシカ)」、野口幸夫訳、「ギャラクシー(下)」創元SF文庫収録
- My Private World of Science Fiction
  - 「わが内なるSFの世界」伊藤典夫訳、奇想天外 1978/3 No.4 SFの評論大全集 収録